# Wohnhaus Zum Kartoffelmoor 3
Das Wohnhaus Zum Kartoffelmoor 3 im niedersächsischen Schiffdorf, Ortsteil Wehden, im Landkreis Cuxhaven stammt vom Ende des 18. Jahrhunderts.
Aktuell (2024) wird es als Wohnhaus genutzt.
Das Gebäude steht unter Denkmalschutz (siehe auch Liste der Baudenkmale in Schiffdorf).

## Beschreibung
Das eingeschossige traufständige verklinkerte späthistorisierende Gebäude mit Satteldach auf Drempel und Giebelspieß über Freigespärre im oberen Giebeldreieck, seitlicher symmetrischer Giebelfassade, frontalem zweigeschossigen Giebelrisalit mit Portal mit Pilastern mit Kanneluren unter klassizistischem Dreiecksgiebel auf einem friesartigen Architrav sowie markantem aufsteigenden Giebelgesims auf Ecklisene, geschossteilendem Gesimsband und gerahmten Öffnungen, gestalteten Brüstungsfeldern und weiteren Dekorationselementen, wurde 1914 (Inschrift) gebaut als Wohnhaus der Hofanlage Zum Kartoffelmoor 3.
Das Landesdenkmalamt befand u. a.: „ − späthistoristischer Formgebung repräsentiert es den gehobenen Anspruch der dörflichen Bevölkerung nach 1900 – .“
Eine denkmalgeschützte Scheune der Hofanlage entstand auch 1914.
Diese Anlage und das Wohn- und Wirtschaftsgebäude Zum Hasenwinkel 4 stammen vom gleichen Architekten.